# اس‌تی‌ام کورپوریشن
اس‌تی‌ام کورپوریشن (انگلیسی: Montreal Transit Corporation) شرکت ترابری کانادایی است، که در سال ۱۹۰۱ تأسیس شد.